# Organistówka
Organistówka – budynek mieszkalny będący własnością parafii, zazwyczaj ulokowany w pobliżu kościoła, przeznaczony najczęściej na mieszkanie dla pracowników świeckich parafii, np. organisty lub rektoratu.